# Каурец
Каурец — река в России, протекает по Спасскому и Наровчатскому районам Пензенской области. Устье реки находится в 497 км от устья Мокши по левому берегу. Длина реки составляет 22 км, площадь водосборного бассейна — 99,3 км².
Исток реки восточнее села Новозубово в 29 км к юго-востоку от города Спасск. Река течёт на восток, вскоре после истока перетекает из Спасского в Наровчатский район. Притоки — Шумы (левый), Ольшанка (правый). Протекает деревни Каурец, Акимовщина, Рождествено-Тезиково и Михайлово-Тезиково. Ниже последнего впадает в Мокшу.

## Данные водного реестра
По данным государственного водного реестра России относится к Окскому бассейновому округу, водохозяйственный участок реки — Мокша от истока до водомерного поста города Темников, речной подбассейн реки — Мокша. Речной бассейн реки — Ока.
Код объекта в государственном водном реестре — 09010200112110000027230.